# Villelongue-dels-Monts
Villelongue-dels-Monts (katalanisch Vilallonga dels Monts) ist eine französische Gemeinde mit 1917 Einwohnern (Stand 1. Januar 2022) im Département Pyrénées-Orientales der Region Okzitanien. Sie gehört zum Arrondissement Céret und zum Kanton Vallespir-Albères.
Nachbargemeinden sind: Banyuls-dels-Aspres, Brouilla und Saint-Génis-des-Fontaines im Norden, Laroque-des-Albères im Osten, L’Albère im Süden und Montesquieu-des-Albères im Westen.

## Bevölkerungsentwicklung
| Jahr      | 1962 | 1968 | 1975 | 1982 | 1990 | 1999 | 2009 |
| Einwohner | 437  | 408  | 513  | 749  | 831  | 1069 | 1384 |

## Sehenswürdigkeiten
- Bei der Kapelle Santa Maria del Vilar aus dem 12. Jahrhundert, die als Monument historique unter Denkmalschutz steht[1], befindet sich das orthodoxe Kloster Monastère de la Dormition de la Mère de Dieu.
- Die Pfarrkirche Saint-Étienne entstand Anfang des 13. Jahrhunderts.

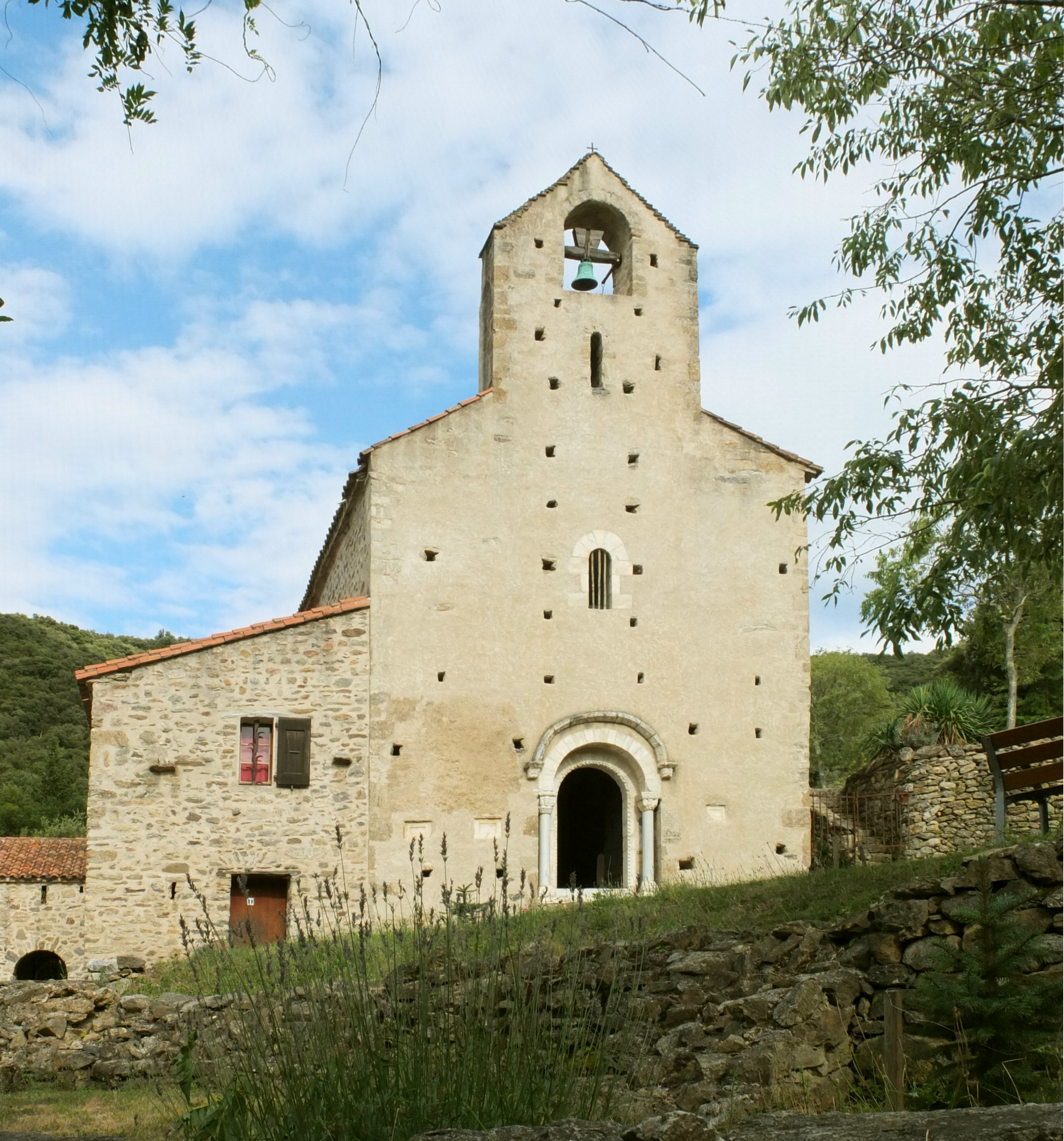
Santa Maria del Vilar
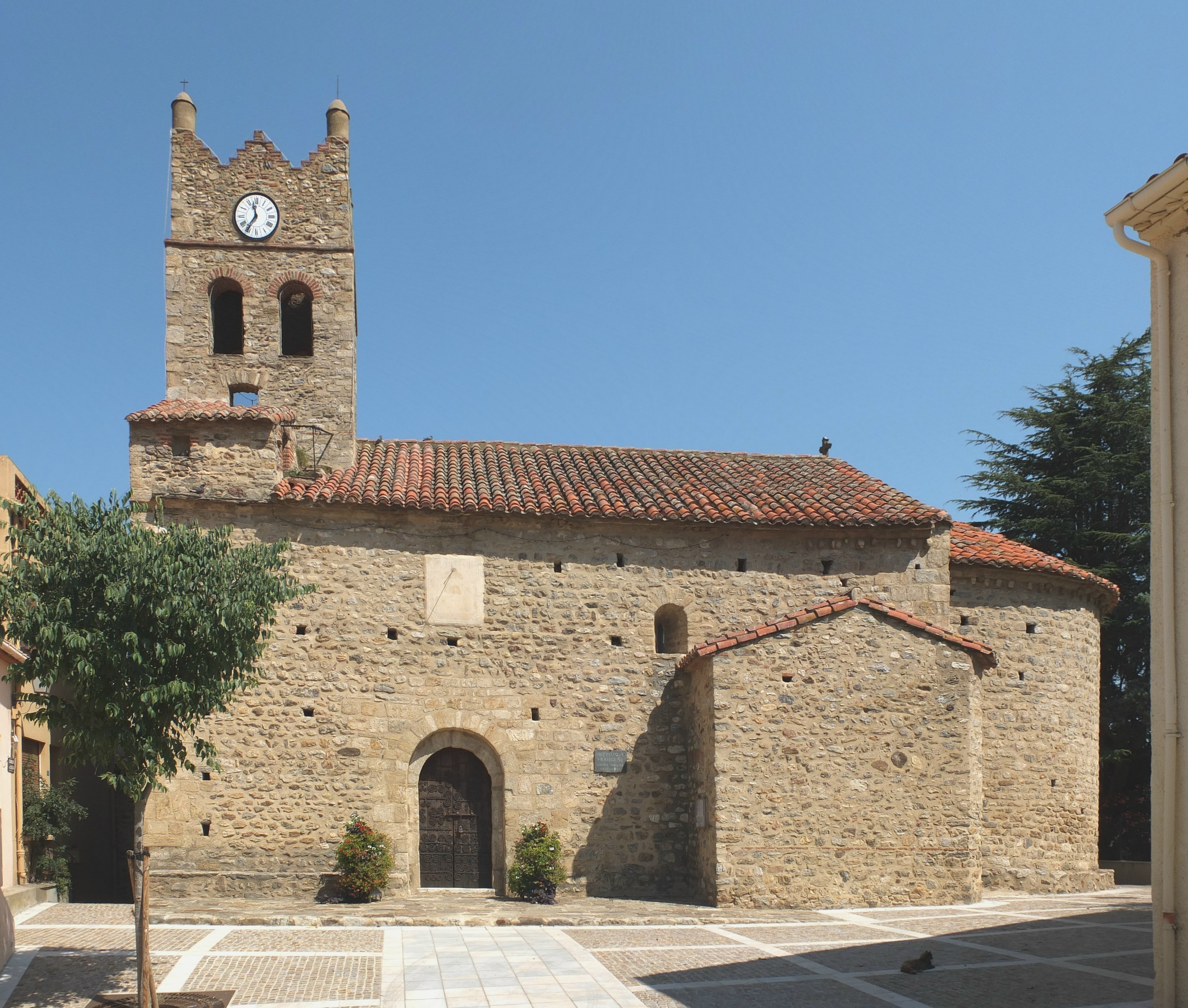
Pfarrkirche Saint-Étienne